# Victor Hasselblad

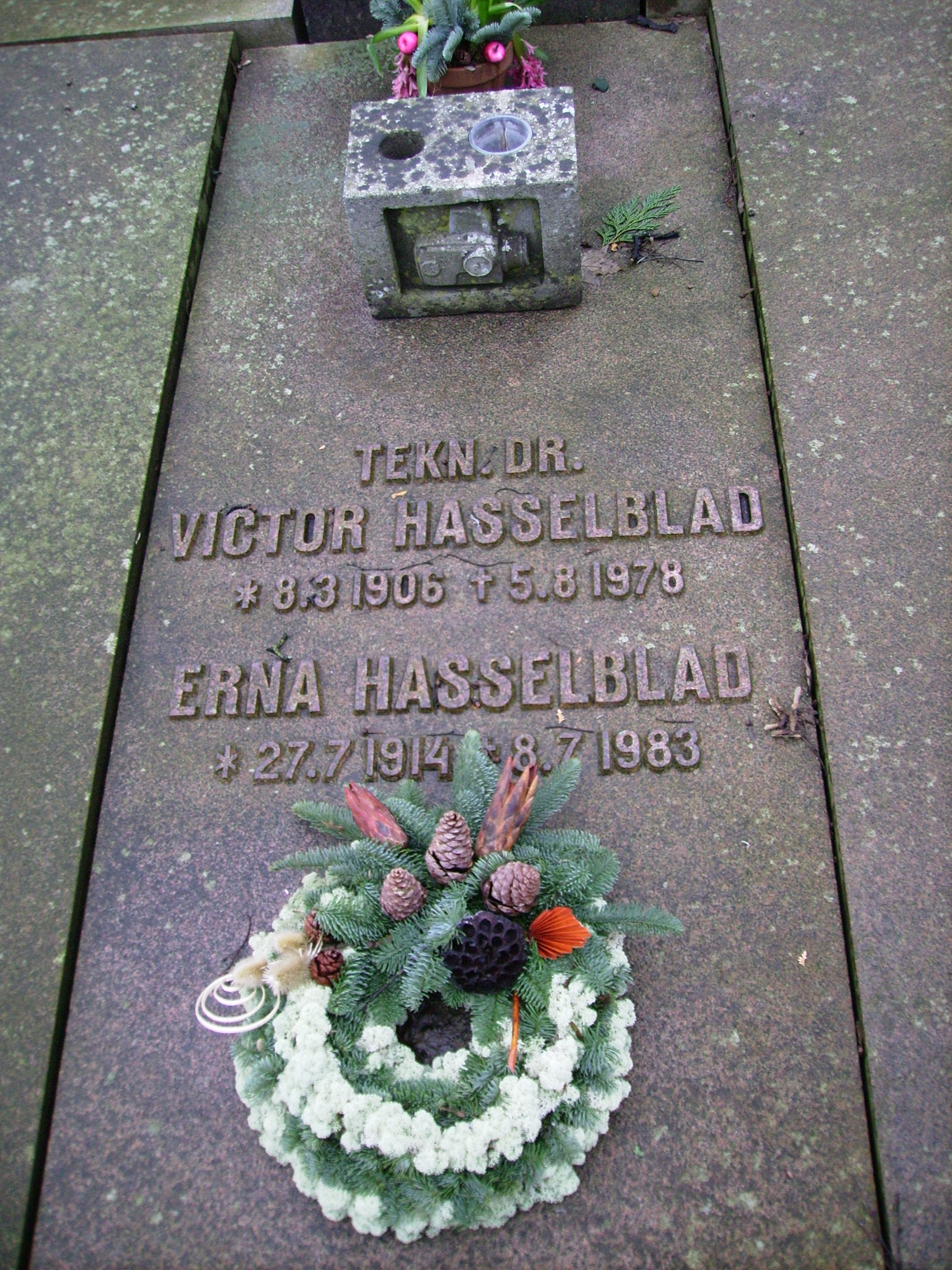
Victor Hasselblad. Örgryte gamla kyrkogård, Göteborg.

Fritz Victor Hasselblad (Göteborg, 8 maart 1906 – aldaar, 5 augustus 1978) was de uitvinder van de Hasselblad-fotocamera.
Hasselblads familie handelde onder meer in fotoapparatuur en Victor Hasselblad begon in 1937 zijn eigen winkel in Göteborg. Al snel werd hij tot de Zweedse deskundigen op dit terrein gerekend. Nadat in 1940 boven Zweden een Duits fotoverkenningsvliegtuig was neergehaald, vroeg de Zweedse overheid hem een camera te ontwerpen die minstens zo goed zou zijn als de in het Duitse toestel aangetroffen camera. Hasselblad richtte in 1941 het bedrijf Victor Hasselblad AB op, dat fotocamera's vervaardigde voor de Zweedse luchtmacht. Na de oorlog produceerde het bedrijf met veel succes camera's voor de consumentenmarkt.
Hasselblad overleed op 72-jarige leeftijd en liet 78 miljoen Zweedse kronen na aan de Erna en Victor Hasselblad-stichting. Deze riep de Hasselbladprijs in het leven, als erkenning voor fotografen die een belangrijke bijdrage hebben geleverd aan de fotografie. De prijs wordt jaarlijks toegekend en bedraagt 1 miljoen Zweedse Kronen.